# 大阿讓捷山

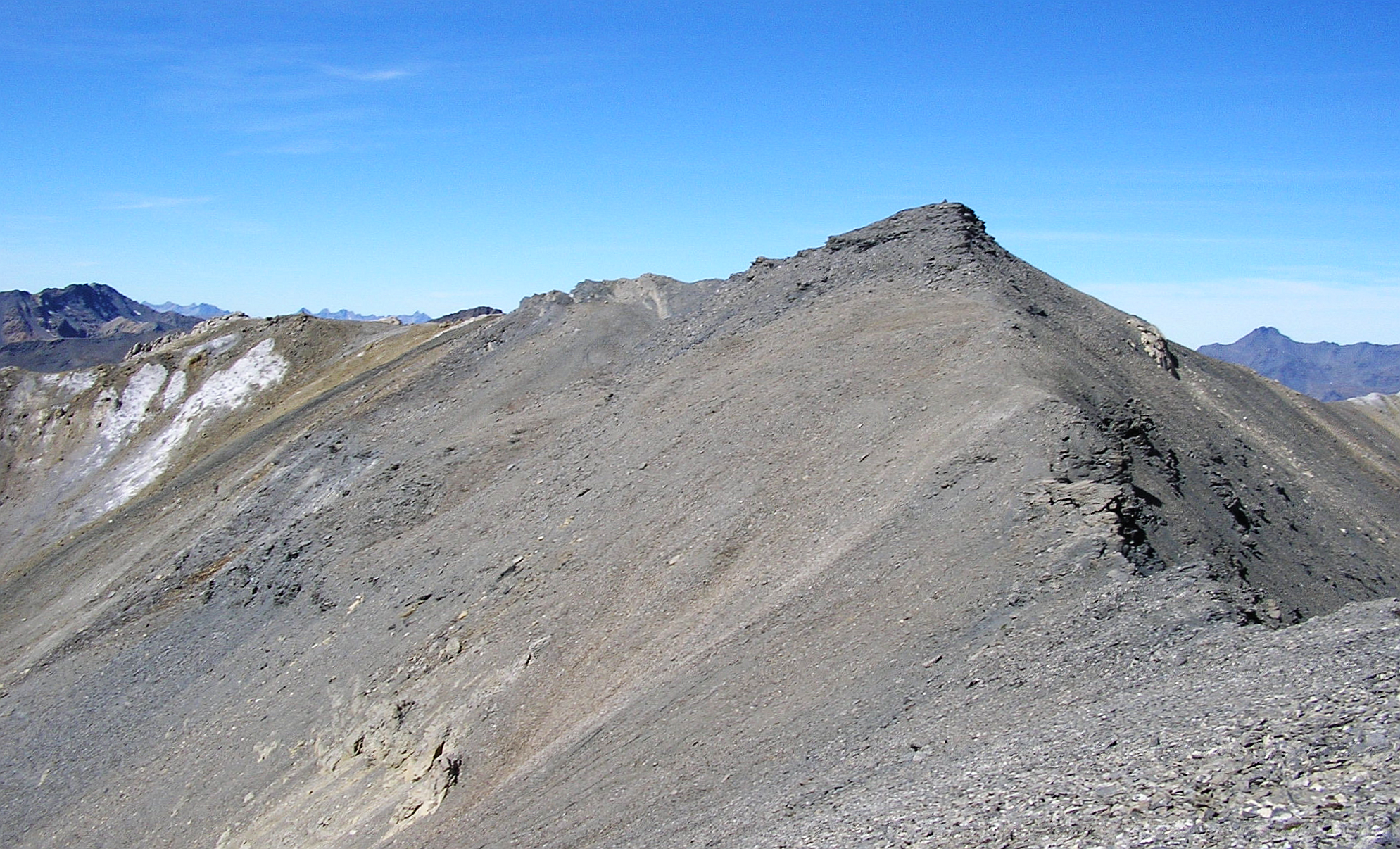

45°07′33″N 6°39′16″E / 45.12584°N 6.65434°E
大阿讓捷山（法語：Le Grand Argentier），是法國的山峰，位於該國東南部，由奧文尼-隆-阿爾卑斯大區負責管轄，屬於科蒂安阿爾卑斯山脈中塞爾斯山的一部分，海拔高度3,042米，每年平均降雨量1,479毫米。